# Fernando Palacios Arribas
Fernando Palacios Arribas es un ingeniero de montes y biólogo español.

## Trayectoria

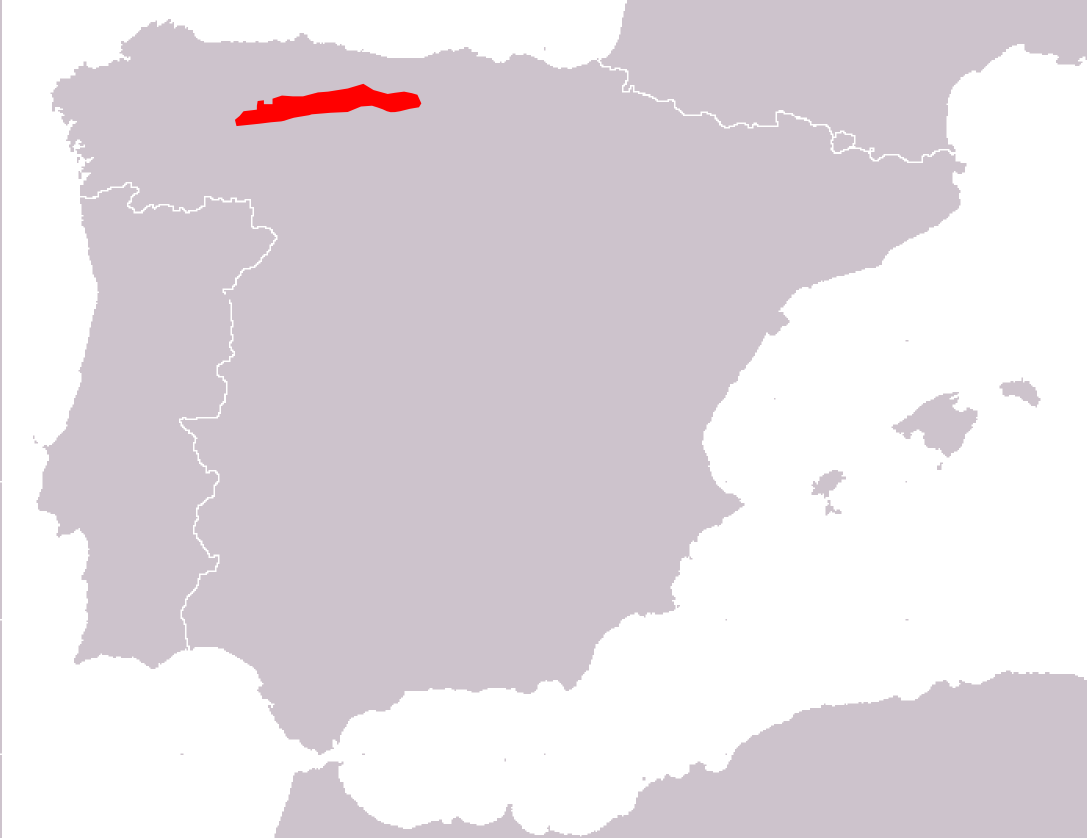
Distribución de Lepus castroviejoi.

Investigador del CSIC, trabajó en el Museo Nacional de Ciencias Naturales de Madrid, siendo conocido por su estudio del lobo ibérico y su defensa, y por describir la nueva especie de liebre Lepus castroviejoi.